# Юулику
Юу́лику (эст. Juuliku), в 1930—1977 годах Я́лгимяэ (эст. Jälgimäe) — деревня в волости Саку уезда Харьюмаа, Эстония. Старейшина деревни — Март Сийманн (Mart Siimann).

## География и описание
Расположена в северной части Эстонии, в 6 км к югу от Таллина. На востоке граничит с волостным центром — посёлком Саку. Состоит из двух частей: бывшего дачного посёлка «Мурумяэ» (эст. Murumäe aiandusühistu, 58 земельных участков), на месте которого были построены современные частные дома для круглогодичного проживания (или перестроены старые) и возведённого в 2002 году хуторского хозяйства.
Климат умеренный. Высота над уровнем моря — 43 метра. Официальный язык — эстонский. Почтовый индекс — 75512.

## Население
По данным переписи населения 2021 года, в Юулику насчитывалось 428 жителей, из них 401 (93,7 %) — эстонцы.
По данным переписи населения 2011 года, в деревне проживали 340 человек, из них 316 (92,9 %) — эстонцы.
Численность населения деревни Юулику по данным переписей населения:
| Год  | 1959 | 1970 | 1979 | 1989 | 2000 | 2011  | 2021  |
| ---- | ---- | ---- | ---- | ---- | ---- | ----- | ----- |
| Чел. | 44   | ↗ 98 | ↘ 75 | ↗ 93 | ↘ 44 | ↗ 340 | ↗ 428 |

## История

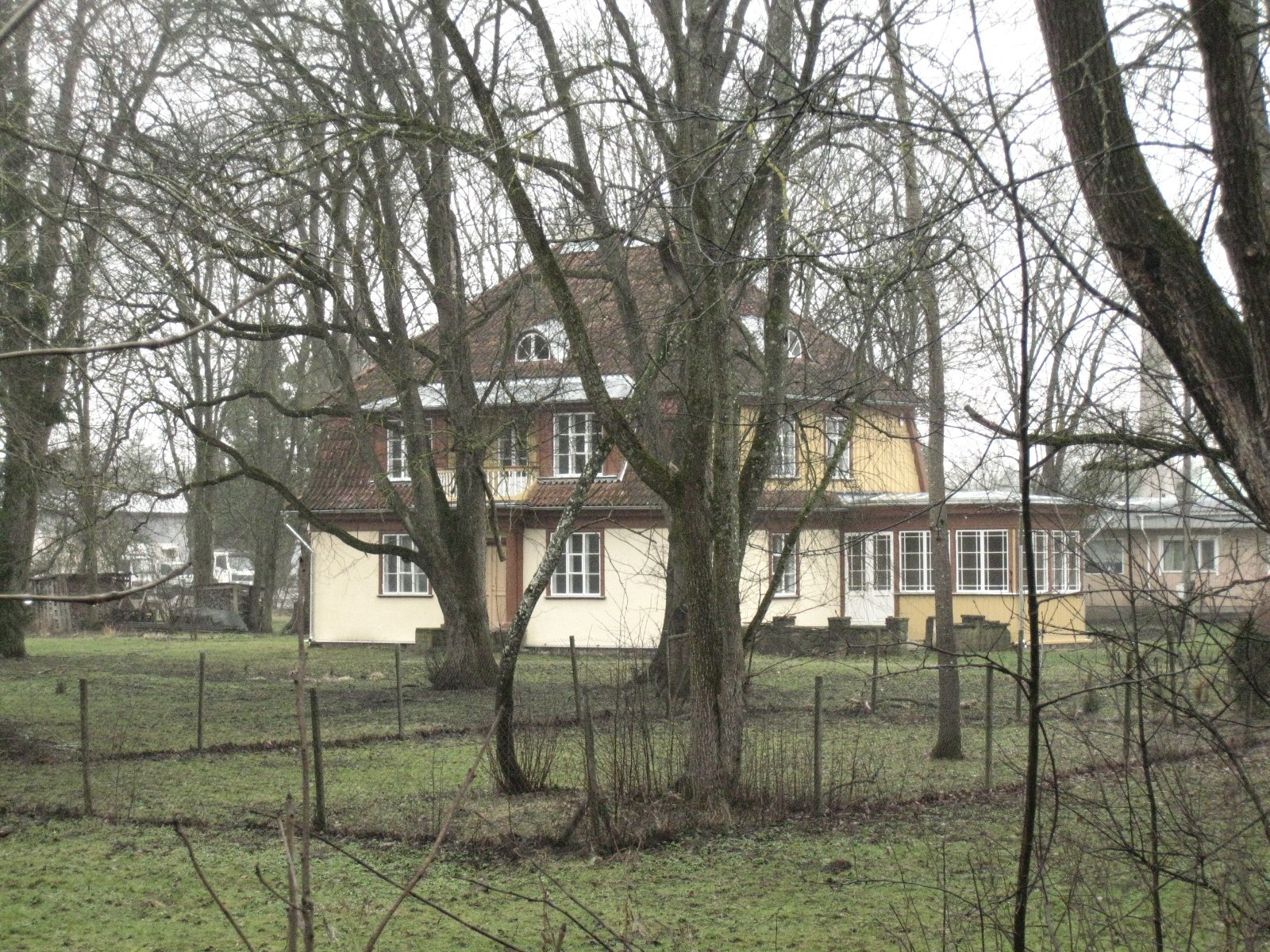
Вилла Юулику,

Самые старые хутора на территории современной Юулику — хутора Линси, которые упоминаются в 1505 году. Позднее в деревне была построена мыза Юлиенгоф (нем. Julienhof) — скотоводческая мыза рыцарской мызы Сак (Саку). По ней деревня и получила своё эстонское название.
В 1929 году по проекту архитектора Роберта Натуса здесь была построена вилла Юулику. С 1979 года она охраняется государством как памятник архитектуры. В советском художественном фильме «Собака Баскервилей» вилла была представлена в кадре как Лефтер-холл.
В советское время деревня располагалась на землях Опорно-показательного совхоза «Саку», и в 1966 году в Юулику была создана экспериментальная овощеводческая база Эстонского НИИ земледелия и мелиорации.
В 2007 году в деревне было создано Сельское общество Юулику, с помощью которого вместо гравийной дороги за средства жителей деревни было уложено беспылевое дорожное покрытие. С помощью финансовой поддержки «Программы местных инициатив» в деревне были построены две игровые площадки с лазалками и качелями, волейбольная площадка и пешеходная дорога.